# Sulmtal Straße
Die Sulmtal Straße (B 74) ist eine Landesstraße in Österreich. Sie verbindet auf einer Länge von 32,79 km die südsteirischen Bezirksstädte Leibnitz und Deutschlandsberg, die Straße verläuft dabei stets durch das Sulmtal.

## Geschichte
Die Straße von Leibnitz über Gleinstätten, Wies, Eibiswald und Mahrenberg wurde durch das Gesetz vom 3. Oktober 1868 den Bezirksstraßen I. Klasse zugerechnet. Seit dem 1. April 1938 werden die Bezirksstraßen I. Ordnung in der Steiermark als Landesstraßen geführt.
Die Sulmtal Straße gehörte seit dem 1. Jänner 1973 zum Netz der Bundesstraßen in Österreich, ehe sie (wie alle anderen Bundesstraßen B) im Jahr 2002 in die Kompetenz des Landes übergeben wurde. Sie wird seither als Straße mit Vorrang geführt, die Bezeichnung "B74" bleibt als Anlehnung an die Vergangenheit als Bundesstraße erhalten, auch wenn die Sulmtalstraße nunmehr als Landesstraße gilt. Im lokalen Sprachgebrauch wird sie dennoch nach wie vor fälschlicherweise als "Bundesstraße" bezeichnet.